# Maksym Braharu
Maksym Ihorowytsch Braharu (ukrainisch Максим Ігорович Брагару, wiss. Transliteration Maksym Ihorovyč Braharu; * 21. Juli 2002 in Reni, Odessa) ist ein ukrainischer Fußballspieler.

## Karriere

### Verein
Aus der U19 von Tschornomorez Odessa ging Braharu zur Saison 2019/20 in die zweite Mannschaft über. Seit Anfang 2020 ist er fester Teil des Kaders der ersten Mannschaft. Sein Debüt in der zweiten Liga hatte er am 17. August 2019 bei einer 0:1-Niederlage gegen Avangard Kramatorsk, als er in der 89. Minute für Bogdan Kovalenko eingewechselt wurde. In seiner zweiten Saison stieg er mit Odessa in die erste Liga auf. Seit der Saison 2022/23 ist er Stammspieler und durfte erstmals die Kapitänsbinde tragen.

### Nationalmannschaft
Seit März 2021 ist Braharu für die ukrainische U21-Nationalmannschaft aktiv und bestritt die Qualifikation für die Europameisterschaft 2023, welche er mit seiner Mannschaft erfolgreich abschloss. Bei der Endrunde war er ein wichtiger Teil des Teams auf dem Platz und erreichte mit seinen Mitspielern das Halbfinale, in dem man mit 1:5 Spanien unterlag.